# Bonamia ankaranensis
Bonamia ankaranensis är en vindeväxtart som beskrevs av Deroin. Bonamia ankaranensis ingår i släktet Bonamia och familjen vindeväxter. Inga underarter finns listade i Catalogue of Life.